# Flying Burrito Brothers

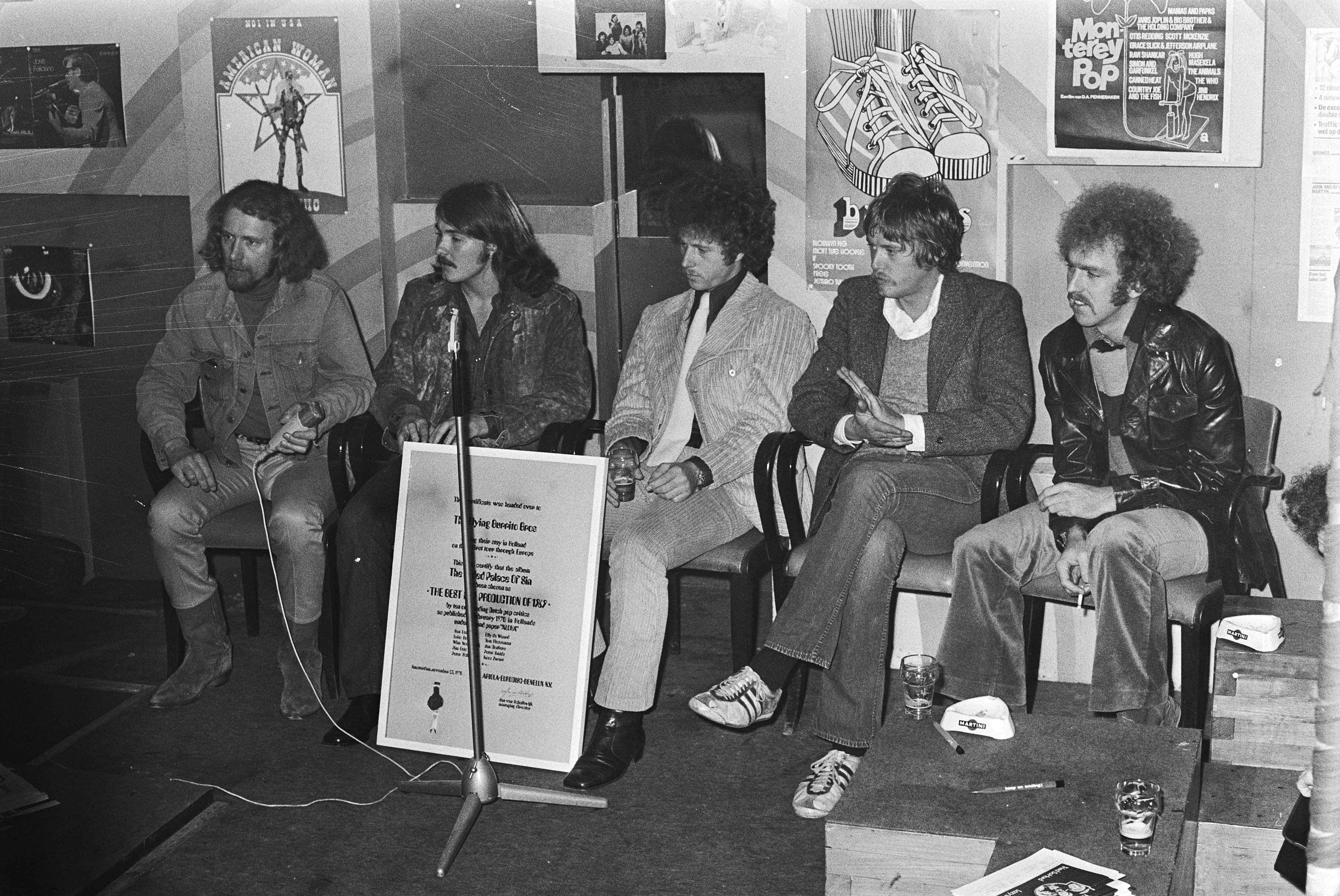
Flying Burrito Brothers (Amsterdam, 1970); v. l. n. r.: Sneaky Pete Kleinow, Rick Roberts, Chris Hillman, Michael Clarke & Bernie Leadon

Die US-amerikanische Country-Rock-Band Flying Burrito Brothers wurde 1968 in Los Angeles von Gram Parsons und Chris Hillman gegründet. Den Namen hatte Parsons einer Formation um Ian Dunlop und Mickey Gauvin entliehen, die 1967–68 Konzerte im Umland von Los Angeles gegeben hatte.

## Vorgeschichte
Anfang 1968 nahm Parsons das Angebot Hillmans an, Mitglied der Folkrock-Band The Byrds zu werden, die sich zuvor von David Crosby getrennt hatte. Parsons und Hillman, der vor Gründung der Byrds Bluegrass-Musiker gewesen war, überredeten Roger McGuinn zur Aufnahme eines Country-Albums. Das Ergebnis Sweetheart of the Rodeo war richtungweisend in einer Zeit, in der sich viele Musiker von der stilistischen Vielfalt des Repertoires einfacheren, ursprünglicheren Musikgenres zuwandten. Die Verkaufszahlen der LP waren zwar enttäuschend, allen Beteiligten, darunter der Schlagzeuger Kevin Kelley, der Gitarrist Clarence White, der Banjo- und Gitarrenspieler John Hartford und der Pedal-Steel-Gitarrist Lloyd Green, war jedoch die Bedeutung der Aufnahmen bewusst.
Im Sommer 1968 verließ Parsons die Byrds, nach offiziellen Aussagen, weil er es abgelehnt hatte, mit der Band in Südafrika vor einem rassisch getrennten Publikum zu spielen. Weitere wichtige Gründe waren, dass die Plattenfirma Columbia mehrere seiner Leadvocals auf Sweetheart of the Rodeo gelöscht und von McGuinn hatte übersingen lassen sowie seine neue Freundschaft mit dem Rolling-Stones-Mitglied Keith Richards, den er während einer Europatournee der Byrds kennengelernt hatte.

## The Gilded Palace Of Sin
Die Gründung der Flying Burrito Brothers erfolgte im Herbst 1968, nachdem auch Chris Hillman die Byrds verlassen hatte. Gemeinsam mit dem Pedal-Steel-Gitarristen Sneaky Pete Kleinow und dem Bassisten Chris Ethridge nahmen Parsons und Hillman das Album The Gilded Palace of Sin auf, das im März 1969 erschien. Der Stuhl des Schlagzeugers wurde anfangs von mehreren Studiomusikern besetzt, darunter Jon Corneal und Eddie Hoh.
Hatte Sweetheart Of The Rodeo mit seinem (bis auf wenigen Ausnahmen wie You Ain’t Goin’ Nowhere und One Hundred Years From Now) puren Country-Programm und -Instrumentarium überrascht und die Folkrock-Fans zum Teil enttäuscht, konnten die Burritos nun ein viel größeres Spektrum an musikalischen Stilen präsentieren.
Dominierend waren die swingenden Country-Rock-Songs aus der Feder von Parsons und Hillman (Christine’s Tune, Wheels, Juanita) mit einem zweistimmigen Gesang, der stark von den Everly Brothers beeinflusst war. Zusätzlich steuerte Parsons eigene Stücke (Hot Burrito #1 und #2) bei, deren Stilistik er mit American Cosmic Music bezeichnete. Diese hatten, wie auch die Coverversionen von Do Right Woman und Dark End Of The Street, einen starken Soul- / Gospel-Einfluss (bei Dark End steuerte der ehemalige Byrds-Musiker David Crosby Harmoniegesang bei).
Das Album erschien just zu einer Zeit der Hinwendung vieler amerikanischer Musiker zum Country & Western. Zusammen mit den LPs The Fantastic Expedition Of Dillard And Clark (mit dem Ex-Byrd Gene Clark), dem Debütalbum von Crosby, Stills & Nash und John Wesley Harding (Bob Dylan) stellte es die Geburtsstunde des Country-Rock dar. Das Album sowie die anschließend veröffentlichte Single The Train Song, verkauften sich enttäuschend schlecht (die LP erreichte nur Platz 164 in den US-Charts).
Die Band spielte in den folgenden Monaten hauptsächlich in und um Los Angeles. Im Februar 1969 stand sie, gemeinsam mit den Byrds, bei der Boston Tea Party auf einer Bühne. Im April war sie Vorgruppe der Grateful Dead in San Francisco; bei einem Konzert im Palomino in Los Angeles spielte Clarence White Gitarre.
Im Juli 1969, nach einem Auftritt beim Seattle Song Festival, ergaben sich die ersten personellen Veränderungen. Chris Ethridge verließ die Band, um zu seiner Tätigkeit als Studiomusiker zurückzukehren. Er wurde durch Bernie Leadon (Ex-Hearts And Flowers und Ex-Dillard & Clark) ersetzt, einen versierten Sänger, Gitarristen und Songschreiber, der 1971 ein Gründungsmitglied der Eagles wurde. Chris Hillman, der nun zum Bass wechselte, hatte mit Leadon Jahre zuvor in den Scottsville Squirrel Barkers gespielt.
Ein weiterer Ex-Byrd, Michael Clarke, wurde als ständiger Schlagzeuger von Dillard & Clark abgeworben.

## Burrito Deluxe
Mit der neuen Besetzung buchten die Burritos 1969 abermals das Aufnahmestudio. Unter dem Produzenten Jim Dickson nahmen sie ihr zweites Album Burrito Deluxe auf.
Im Gegensatz zum Debüt hatte die Band wenig eigenes Songmaterial zur Verfügung (u. a. Older Guys, Cody Cody, Man In The Fog, Down In The Churchyard), konnte aber mit Coverversionen (If You Gotta Go, Go Now von Bob Dylan) und Bearbeitungen von Traditionals (Farther Along) aufwarten. Einige der Songs stammten aus den Tagen von Parsons’ International Submarine Band (Lazy Day) und aus der Anfangszeit der Burritos (High Fashion Queen). Bernie Leadon trug sein God’s Own Singer bei.
Auch eine Version der Jagger/Richards-Komposition Wild Horses wurde aufgenommen. Keith Richards, der sich 1968 in London mit Parsons während dessen Tournee mit den Byrds angefreundet hatte, wollte den Burritos dadurch die Möglichkeit geben, den Song noch vor den Rolling Stones zu veröffentlichen.
Die Band konnte nicht in erforderlichem Maß das neue Programm auf Tourneen vorstellen, da Gram Parsons unter Flugangst litt und Tourneen nur mit dem Zug als Transportmittel möglich waren. A&M entschloss sich dazu, das Album zunächst nicht zu veröffentlichen.
Mittlerweile hatte Parsons seine Freundschaft mit den Rolling Stones wieder aufgefrischt, die ankündigten, im November 1969 ein Gratis-Konzert in der Nähe von San Francisco geben zu wollen. Bei diesem Altamont Free Concert, das traurige Berühmtheit erlangen sollte, spielten die Burritos als Vorgruppe der Stones und blieben weitgehend unbeachtet, konnten sich aber auch rechtzeitig in Sicherheit bringen, bevor das Chaos infolge eines Mordes (begangen von einem Hell’s Angel an einem Fan) ausbrach.
Noch während Burrito Deluxe auf Eis lag, brachte Jim Dickson die Band abermals ins Studio, wo sie eine Reihe von Country Standards aufnahm, darunter Sing Me Back Home (Merle Haggard) und Close Up The Honky Tonks (Buck Owens). Daneben versuchte sich die Gruppe an Cover-Versionen von To Love Somebody (Bee Gees), I Shall Be Released (Bob Dylan) und einem weiteren neuen Jagger/Richards Song, Honky Tonk Woman, für den Parsons Mit-Urheberrechte beanspruchte. Die Rolling Stones veröffentlichten ihre (der Burrito-Aufnahme am ähnlichsten) Version als Country Honk auf dem Album Let It Bleed.
Die Aufnahmen der Burritos selbst erschienen erst 1976 als Album Sleepless Nights auf dem A&M Label.
Im Mai 1970 veröffentlichte A&M schließlich Burrito Deluxe. Die Plattenfirma A&M hatte einiges an Promotion in die Burritos investiert. Die LP erhielt schlechte Kritiken und verkaufte sich mangels einer Live-Promotion durch die Band ebenso schlecht.
Gram Parsons verletzte sich während eines Motorrad-Trips mit John Phillips (Ex-Mamas & Papas) schwer und musste einige Wochen im Krankenhaus verbringen. Nach seiner Rückkehr sollte es mit Auftritten weitergehen, aber seine Mitmusiker entließen ihn aufgrund zahlreicher Differenzen.

## The Flying Burrito Bros.
Nach der Trennung von Parsons im Juni 1970 traten die Burritos unter Hillmans Leitung eine Zeitlang als Quartett auf. Sie nahmen, gemeinsam mit Gene Clark, der gerade Dillard & Clark verlassen hatte, dessen Song Tried So Hard auf, mit Clark als Background-Sänger. Das Lied erschien im Dezember 1970 als Single.
Manager Eddie Tickner brachte den damals unbekannten Singer/Songwriter Rick Roberts als Ersatz für Parsons in die Gruppe. Zunächst ging es auf eine Tournee durch Europa, während der Roberts mit Hillman eine enge Songschreiber-Partnerschaft entwickelte. Diese hatte so viel neues Songmaterial als Ergebnis, dass sich die Band im Winter 1970/71 noch einmal in das Studio begab.
Mit Hillman als Bandleader und Roberts mit den meisten musikalischen Ideen entstand ein Album mit Hillman/Roberts Songs (Hand To Mouth, Just Can’t Be, Can’t You Hear Me Calling, All Alone), Roberts eigenen Beiträgen (Colorado, Why Are You Crying, Four Days of Rain) sowie Coverversionen (Dylan’s To Ramona und Merle Haggard’s White Line Fever).
Einen weiteren Song, den die Band bei diesen Sessions mit Gene Clark aufnahm (Here Tonight), erschien erst 1972 auf dessen Album Roadmaster.
Im April 1971, kurz vor Erscheinen des Albums The Flying Burrito Bros., verließ Sneaky Pete Kleinow die Burritos. Nach eigener Aussage war er müde von den ständigen Tourneen und wollte wieder als Sessionmusiker arbeiten. Sein Platz an der Pedal-Steel-Gitarre wurde von Al Perkins eingenommen, der 1969 mit der Band Shiloh gespielt hatte, zu dessen Mitgliedern auch Don Henley gehörte, das spätere Gründungsmitglied der Eagles.
Als das Album im Juni 1971 erschien, hatten die Burritos einen weiteren Musiker in ihre Mitte aufgenommen: Byron Berline war ein Country-Fiddler, der mit Dillard & Clark gespielt und schon einen Beitrag zu Burrito Deluxe geleistet hatte.
Bernie Leadon verließ die Band im August 1971 und spielte zunächst in der Begleitgruppe von Linda Ronstadt, bevor er mit Don Henley, Glen Frey und Randy Meisner die erfolgreichen Eagles gründete.

## Last Of The Red Hot Burritos
Der Ersatz für Leadon war ein alter Freund von Hillman, der mit diesem Anfang der 1960er Jahre ebenfalls in den Scottsville Squirrel Barkers gespielt hatte. Kenny Wertz beherrschte die Gitarre wie das Banjo und trug dazu bei, dass die Burritos nun mehr Bluegrass in ihr Programm aufnahmen. Noch stärker wurde die „Bluegrass-Sektion“ durch Hinzunahme der Musiker Roger Bush (Kontrabass) im September und Alan Munde (Banjo) im November 1971.
Von nun an teilten die Burritos ihr Live-Programm in einen Country-Rock/R&B- und einen Bluegrass-Teil. Die Bluegrass-Musiker (ohne Hillman) bezeichneten sich als ‚Country Gazette’.
Mitschnitte dieses Programms vom Herbst 1971 erschienen als Album Last Of The Red Hot Burritos im Februar 1972. Zu den stärksten Songs des Albums gehören Ain’t That A Lot of Love und Don’t Fight It, ursprünglich aus den Programmen von Soulsängern wie Wilson Pickett.
Bei Erscheinen der LP hatten Chris Hillman, Michael Clarke und Al Perkins bereits die Band verlassen. Hillman und Perkins schlossen sich der Neugründung von Stephen Stills, Manassas, an. Clarke widmete sich der Malerei auf Hawaii.

## Die Abwicklung
Die Burritos hatten noch vertragliche Verpflichtungen zu erfüllen und begaben sich daher auf eine Tournee, die sie im Februar und März 1972 unter dem Namen ‚Hot Burrito Revue’ durch Holland und Skandinavien führte. Dazu waren Don Beck (Pedal Steel) und Eric Dalton (Schlagzeug) zur Band gestoßen.
Ein Livemitschnitt aus dem Concertgebouw in Amsterdam, von dem Rick Roberts, der die Band nun leitete, nichts wusste, führte zu einer Bootleg-LP mit dem Titel Sin City. Roberts, der die offizielle Veröffentlichung, wegen der schlechten Aufnahmequalität, zunächst verhindern wollte, beugte sich schließlich dem Drängen der holländischen Plattenfirma Ariola.
Das Ergebnis war das Doppelalbum Live in Amsterdam. 1974 veröffentlichte Ariola das Konzert erneut als 2 getrennte LPs, eine mit dem Burrito-Material (In Concert) und eine mit dem Programm der Country Gazette (Bluegrass Special).
Im Anschluss an die Europa-Tournee löste sich die Band offiziell auf. Die Bluegrass-Musiker arbeiteten weiter unter dem Namen Country Gazette.
In Holland hatten die Burritos unter Fans mittlerweile einen legendären Status. Auf zahlreiche Anfragen hin reformierte sich die Band noch einmal unter der Leitung von Roberts und spielte ein letztes Mal im Februar und März 1973 in den Niederlanden, diesmal mit dem zurückgekehrten Sneaky Pete Kleinow anstelle Don Becks an der Pedal Steel.
Nach der Rückkehr in die USA wurde das Projekt von Roberts, der inzwischen eine Solokarriere begonnen hatte, endgültig beendet.

## Neugründung 1974
Nach Auflösung der Originalband veröffentlichte A&M 1974 die Alben Close Up The Honky Tonks und Honky Tonk Heaven mit bekanntem und teils unveröffentlichtem Material. Obwohl sie sich nicht sonderlich gut verkauften, bekam der ehemalige Manager Eddie Tickner Wind von der nicht nachlassenden Popularität der Burritos in bestimmten Fankreisen. Er bemühte sich um eine Reunion und, nachdem keines der ursprünglichen Mitglieder willens war oder Zeit hatte (Gram Parsons war 1973 gestorben), konnte er Ex-Byrds Schlagzeuger Gene Parsons davon überzeugen, eine Gruppe zusammenzustellen.
Gene Parsons hatte nach Auflösung der Byrds 1972 bei der kalifornischen Gruppe ‚The Docker Hill Boys’ mitgespielt, deren Leadsänger und Gitarrist Joel Scott-Hill war. Zusammen mit ihm sowie den nun doch kooperierenden Gründungsmitgliedern Chris Ethridge und Sneaky Pete Kleinow und einem alten Freund von Parsons, dem Cajun-Musiker Gib Guilbeau, wurden die Flying Burrito Brothers neu gegründet und erhielten einen Plattenvertrag bei Columbia Records.
Chris Hillman bemühte sich vergebens darum, die Neugründung der Flying Burrito Brothers zu verhindern, da der Name von ihm und Gram Parsons ehemals auch nur geliehen war.
Nach einer ausgedehnten Tournee nahmen die neu gegründeten Burritos das Album Flying Again auf, das 1975 erschien und sich wiederum schwach verkaufte. Ein weiteres Album, Airborne, erschien 1976 auf Columbia. Skip Battin von den Byrds löste dann Chris Ethridge am Bass ab.
Bis 2006 war die Formation mit Auftritten und Studioaufnahmen unter der Bezeichnung ‚Burrito Brothers’, seit 2002 als ‚Burrito Deluxe’ aktiv. Die Bandmitglieder wechselten häufig. Zu ihnen gehörten u. a. Garth Hudson (Ex-Band), John Beland und Greg Harris. Treuestes Mitglied war Sneaky Pete Kleinow, der am 6. Januar 2007 starb.
2009 bestanden Burrito Deluxe aus Carlton Moody und Walter Egan, die 2007 das Album Disciples Of The Truth veröffentlicht hatten.
Im Jahr 2010 versuchte ein englischer Plattenlabelbesitzer, Del Taylor, die Band mit allen früheren Mitgliedern, die er finden konnte, zu reaktivieren. Bernie Leadon, Chris Ethridge, Al Perkins und Gene Parsons waren sich alle einig, wenn Chris Hillman mitmachen würde. Hillman war an dem Projekt nicht interessiert und unternahm stattdessen Schritte, um die Rechte am Namen "The Flying Burrito Brothers" zu erwerben, damit er die Band ein für alle Mal zurückziehen konnte. Seine Bemühungen waren jedoch vergeblich.
2011 entstand aus den Überresten von Burrito Deluxe eine neue Besetzung. Diese Besetzung tourte als "The Burritos" und veröffentlichte das Album Sound As Ever. Nachdem die letzten Mitglieder von Burrito Deluxe gegangen waren, kehrte die Band zum Bandnamen "The Burrito Brothers" zurück, und tourte und nahm weiter auf.
Die Burrito Brothers veröffentlichten Still Going Strong im Mai 2018 und folgten 2020 mit der CD The Notorious Burrito Brothers.

## Diskografie

### Alben
- The Gilded Palace of Sin (A&M, 1969)
- Burrito Deluxe (A&M, 1970)
- The Flying Burrito Bros. (A&M, 1971)
- Last of The Red Hot Burritos (A&M, 1972)
- Live in Amsterdam (Ariola, 1972)
- In Concert / Bluegrass Special (Ariola 1974)
- Flying Again (Columbia, 1975)
- Airborne (Columbia, 1976)
- Sierra (Mercury, 1977)
- Close Encounters to The West Coast / Live in Japan (Columbia, 1978)
- Hearts on The Line (Curb, 1981)
- Sunset Sundown (Curb, 1982)
- Double Barrel (Paradise, 1984)
- Cabin Fever (Relic, 1985)
- Live From Europe (Relic, 1986)
- Live in Europe (Marlestone, 1987)
- Swampwater (Appaloosa, 1987)
- Hollywood Nights 1979–82 (Sundown, 1990)
- Back to the Sweethearts of Rodeo (Appaloosa, 1990)
- Southern Tracks (Voodoo, 1990)
- Encore – Live In Europe (Sundown, 1991)
- Eye of A Hurricane (Sundown, 1993)
- California Jukebox (Ether, 1997)
- Sons of The Golden West (Grateful Dead GDCD, 1999)
- The Muscle Shoals Demo Session (Connoisseur Collection, 2001)
- Georgia Peach (Lamon, 2002)
- The Whole Enchilada (Luna, 2004)
- Disciples of The Truth (2007)
- Gram Parsons Archive, Vol.1, Live At The Avalon Ballroom 1969 (Amoeba, 2008)
- Sound as Ever (Label : Yellow, 2011)
- Still Going Strong (Label : Junction, 2018 )
- The Notorious Burrito Brothers ( Label : The Store For Music, 2020 )

### Singles
- The Train Song / Hot Burrito #1 (A&M, 1969)
- If You Gotta Go, Go Now / Cody Cody (A&M, 1970)
- Older Guys / Down In The Churchyard (A&M, 1970)
- Tried So Hard / Lazy Day (A&M 1970)
- White Line Fever / Colorado (A&M, 1971)
- Building Fires / Hot Burrito #3 (Columbia, 1975)
- Bon Soir Blues / Hot Burrito #3 (Columbia, 1975)
- Waiting For Love To Begin / Big Bayou (Columbia, 1976)
- Gina / Strange Here In The Night (Mercury, 1977)
- If I Could Only Get to You / Gina (Mercury, 1977)
- White Line Fever / Big Bayou (Regency, 1979)
- She’s A Friend of A Friend / Oh Lonesome Me (Columbia Curb, 1981)
- Does She Wish She Was Single Again / Oh Lonesome Me (Columbia Curb, 1981)
- She Belongs to Everyone But Me / Why Must The Ending Be So Sad (Columbia Curb, 1981)
- If Something Should Come Between Us / Damned If I’ll Be Lonely Tonight (Columbia Curb, 1982)
- Closer to You / Coast To Coast (Columbia Curb, 1982)
- I’m Drinking Canada Dry / How’d We Ever Get This Way (Columbia Curb, 1982)
- Blue & Broken Hearted Me / Our Roots Are Country Music (Columbia Curb, 1983)
- Could You Love Me One More Time / Rollercoaster (Columbia, 1983) – mit Earl Scruggs
- Almost Saturday Night / A Jukebox Kind Of Night (MCA Curb, 1984)
- My Kind Of Lady / Dream Chaser (MCA Curb, 1984)
- Like A Shadow / Shoot From The Moon (Disky, 1990)
- California Jukebox / American Harvest (1997)
- Anyone Else But You (Grateful Dead GDPCD, 1999)